# Baud (Morbihan)
Baud (bret. Baod) to miejscowość i gmina we Francji, w regionie Bretania, w departamencie Morbihan.
Według danych na rok 1990 gminę zamieszkiwało 4658 osób, a gęstość zaludnienia wynosiła 97 osób/km² (wśród 1269 gmin Bretanii Baud plasuje się na 94. miejscu pod względem liczby ludności, natomiast pod względem powierzchni na miejscu 87.).